# Manuel González Olaechea
Manuel María Serafín González Olaechea (Lima, 12 de octubre de 1883-Lima, 16 de febrero de 1959) fue un abogado, docente universitario y periodista peruano.

## Biografía
Hijo de Julián González y Trinidad Olaechea. Hermano de Max González Olaechea (médico) y Víctor González Olaechea (magistrado).
Cursó sus estudios escolares en el Colegio de la Inmaculada de los padres jesuitas. Luego ingresó a la Universidad Nacional Mayor de San Marcos, donde se doctoró en la Facultad de Ciencias Políticas y Administrativas, y en la de Jurisprudencia; y obtuvo su título de abogado.
Fue catedrático titular y principal de Economía Social, y fundador de la Escuela de Ciencias Económicas de la Universidad de San Marcos. También fue catedrático de Economía Política en la Pontificia Universidad Católica del Perú.
En la administración pública desempeñó diversos cargos. Fue director de los diarios La Nueva Unión y La Prensa. Fue también colaborador del diario El Comercio, La Crónica, y de otros periódicos de su país y del exterior.